# سیلویا اشلی
سیلویا اشلی (انگلیسی: Sylvia Ashley؛ ۱ آوریل ۱۹۰۴ – ۲۹ ژوئن ۱۹۷۷) یک هنرپیشه و مانکن اهل انگلستان بود.